# Chionaema dinawa
Chionaema dinawa là một loài bướm đêm thuộc phân họ Arctiinae, họ Erebidae.